# Аррасский договор (1435)
Арра́сский догово́р — соглашение, заключённое 20 сентября 1435 года между королём Франции Карлом VII и Филиппом III Бургундским в ходе Столетней войны.

## Франко-бургундские отношения
Со времени провозглашения Карла VII королём (1422) его сторонники не оставляли попыток примириться с герцогом Бургундским и прекратить гражданскую войну. Тёща Карла Иоланда Арагонская не жалела усилий для достижения этой цели и в 1422—1425 годах при посредничестве Амедея VIII Савойского и Жана V Бретонского провела несколько мирных конференций, результатом которых было подписание перемирия, несколько раз продлевавшегося.
Успехи Жанны д’Арк значительно укрепили позиции Карла, и французский двор сделал Филиппу новые мирные предложения, но упорство Орлеанской Девы, не склонной к компромиссам и стремившейся к чисто военному решению конфликта, затянуло войну ещё на несколько лет. Пожертвовав Жанной, французы смогли вернуться к дипломатическому давлению на Бургундию. 22 июля 1430 года был заключён франко-австрийский договор, направленный против герцога Бургундского. 11 июня бургиньоны Луи де Шалона и савойские войска, пытавшиеся захватить Дофине, были наголову разгромлены в битве при Антоне, после чего французские наёмники Родриго де Вильяндрандо в течение четырёх лет беспрепятственно грабили бургундские земли Шароле и Маконне.
Эти события убедили герцога Бургундского в необходимости сближения с Карлом. Англичане пытались укрепить своё положение, организовав 16 декабря 1431 года коронацию Генриха VI в Париже, но Филипп Добрый её проигнорировал, вместо этого подписав 13 декабря в Лилле шестилетнее общее перемирие с французами. Посредником на переговорах был папский легат, кардинал Санта-Кроче Николо Альбергати, епископ Болоньи.

## Англо-бургундские отношения
По договору в Труа Филипп III получил значительные территории, и с тех пор хранил верность английскому союзу. Однако главным его мотивом была не вассальная присяга Ланкастеру и клятва отомстить убийцам отца, а стремление занять такое же положение при Генрихе VI, какое Жан Бесстрашный имел при Карле Безумном. Регент Франции Джон Бедфорд не позволил этого, и между ним и Филиппом неоднократно возникали конфликты. Какое-то время их удавалось улаживать благодаря Анне Бургундской, жене регента и сестре герцога Бургундского, но после её смерти в 1432 году отношения становились всё хуже.
Французы в 1432—1433 годах предприняли попытки достичь соглашения с Англией, и герцог Бургундский понимал, что, оставшись в стороне от переговоров, может потерять своё влияние во Франции. В период господства при буржском дворе фаворита Жоржа де Ла Тремуя военные действия едва не возобновились, но после того как Иоланда при помощи коннетабля де Ришмона свергла временщика, переговоры были продолжены.
Филиппа III, стремившегося поступать по-рыцарски, смущали юридическая и моральная стороны разрыва с Англией, и тогда канцлер Бургундии Никола Ролен напомнил ему, что, согласно букве Труаского договора, Генрих VI формально не имел прав на корону Франции.
Помимо угрозы со стороны германских союзников Карла — императора Сигизмунда и Фридриха Австрийского, — к союзу с Францией Филиппа побуждали и требования фламандских подданных, страдавших от потери континентальных рынков. Существовавшие прежде тесные торговые связи Нидерландов с Англией потеряли своё значение, когда англичане наладили собственное ткацкое производство и фламандцам пришлось начать импортировать шерсть из Испании. Они нуждались в мире с Францией для обеспечения безопасной торговли.

## Аррасский конгресс
В 1434—1435 годах в Аме и Невере при посредничестве короля Рене Доброго были проведены предварительные переговоры между Филиппом III и французскими представителями — Реньо Шартрским и коннетаблем Ришмоном. Было решено собрать мирную конференцию в Аррасе. Чтобы сделать бургундцев более уступчивыми, Карл двинул свои войска в наступление. 9 мая 1435 года Ла Гир и Потон де Сентрай разбили при Жерберуа армию графа Арундела, а 1 июня Жан Дюнуа занял Сен-Дени, на самых подступах к Парижу. Герцог Бургундский прибыл в столицу, чтобы оценить положение. Парижане оставались верны ему, но под властью англичан город приходил в упадок, и жители просили о заключении мира.
Филипп направил ко двору Генриха VI послание, в котором рекомендовал прекратить войну, которая уже не может принести победы, и сесть за стол переговоров. Опасаясь сепаратного франко-бургундского мира, английское правительство послало в Аррас своих представителей. Кроме этого, на конференцию прибыли посланники Рене Доброго, герцогов Орлеанского, Бретонского и Алансонского, а также депутации французских городов и парижского университета. Возглавили конгресс, открывшийся 5 августа 1435 года, папский представитель кардинал Санта-Кроче и посланник враждебного папе Базельского собора кардинал Кипрский Гуго де Лузиньян.
Английскую делегацию возглавлял престарелый кардинал Генри Бофорт, а в её состав входили Джон Кемп, архиепископ Йоркский, Вильям де Ла Поль, граф Саффолк и епископ Пьер Кошон. Французские представители Шарль I де Бурбон, Реньо Шартрский и коннетабль сделали англичанам щедрое предложение: владеть Нормандией (без Мон-Сен-Мишеля) и Гиенью как фьефами от французского короля. Кардинал Бофорт 23 августа представил предложения, сформулированные герцогом Бедфордом, лежавшим при смерти в Руане. Англичане соглашались оставить за Карлом земли, которыми он владел на тот момент, при условии принесения оммажа королю Генриху. Эти предложения не учитывали политических изменений последних лет, прежде всего факта помазания короля в Реймсе, и не могли быть основой для переговоров.
25 августа войска Ла Гира и Сентрая провели военную демонстрацию, форсировав Сомму и двинувшись на Аррас. По требованию Филиппа Доброго их марш был остановлен, но герцогу дали понять, что настало время делать выбор. 1 сентября он задал пир в честь короля Англии, и в конце застолья отозвал Бофорта в сторону и сообщил, что из-за непримиримой позиции Англии больше не может оставаться её союзником. 6 сентября англичане покинули конгресс, 14-го умер Джон Бедфорд.
Бургундцы, французы и папский легат несколько ночей проводили тайные консультации, а 11 сентября возобновили конгресс. 20 сентября договор был заключён и на следующий день ратифицирован.

## Аррасский мир
Карлу VII пришлось пойти на унижение и через своего представителя просить у герцога прощения за убийство его отца, совершённое арманьяками. Король заявлял о своей невиновности и обещал наказать убийц. При этом решили не вспоминать, что ещё раньше сам Жан Бесстрашный организовал убийство Луи Орлеанского и потом вполне закономерно был убит в результате обычной феодальной вендетты.
Французскому двору пришлось пойти на большие территориальные уступки. Герцогу Бургундскому уступали графства Осер и Макон, шателении Бар-сюр-Сен, Перонну, Руа и Мондидье, а также города на Сомме, занимавшие стратегическое положение на границе французских владений и бургундского Артуа. За королём оставалось право выкупа этих городов за 400 тысяч экю. Французы должны были выплатить герцогу контрибуцию, в обеспечение которой ему передавалась Пикардия. Кроме этого, Филипп Добрый до конца жизни освобождался от принесения оммажа, что ставило его в привилегированное положение.

## Последствия
Аррасский мир завершил гражданскую войну во Франции. Переход герцога Бургундского в лагерь французского короля лишил англичан последних шансов на победу. Уже весной 1436 года войска Карла VII при поддержке бургундцев почти без сопротивления овладели Парижем, после чего несколько лет проводили наступательные операции в Иль-де-Франсе и Гиени. Англии пришлось пойти на переговоры, завершившиеся подписанием в 1444 году Турского перемирия.
Аррасский договор стал основой франко-бургундского союза, просуществовавшего до конца 1460-х годов. В 1463 году Людовик XI выкупил города на Сомме, что вызвало ярость графа де Шароле, не обладавшего рассудительностью своего отца, и примкнувшего к Лиге общественного блага. По условиям Конфланского мира 1465 года, долина Соммы вернулась под власть Бургундии.
Аррасский договор был подтверждён соглашением в Перонне в 1468 году и прекратил действие с гибелью Бургундского государства после битвы при Нанси.

## Комментарии
1. ↑  Перруа, с. 373. В документе говорилось о наследовании короны его отцом, Генрихом V, и не было упомянуто о возможном потомстве. Поскольку Генрих V так и не получил корону Франции, его сыну нечего было наследовать. Это упущение позволило дофину Карлу провозгласить себя королём при том, что формально он был отстранён от наследования